# Mette Karlsvik
Mette Karlsvik (Frei, Nordmøre, 28 de novembre de 1978) és una autora i periodista noruega.

## Biografia
Karlsvik va néixer i créixer a Frei, Nordmøre, i va obtenir el Batxillerat Internacional al Red Cross Nordic United World College. Va cursar estudis de Belles arts a la Glasgow School of Art,periodisme a la Universitat de Bergen,i un certificat de l'Acadèmia d'Escriptura de Bergen (Skrivekunstakademiet i Hordaland). El 2005 va obtenir el premi Tarjei Vesaas per a debutants per a la primera novel·la, Vindauga i matsalen vender mot fjorden. El 2009 va publicar el primer llibre infantil, 1–2–TRE. L'última obra que ha escrit Post oske, es va publicar el 2010